# Svarttjärnen (Lits socken, Jämtland, 701429-146470)
Svarttjärnen är en sjö i Östersunds kommun i Jämtland och ingår i Indalsälvens huvudavrinningsområde.